# Боди арт
Боди арт или уметност тела је уметнички концепт 20. века. Настао је као уметнички правац око 1960. године из идеја хепенинга и флуксуса. Тело је као уметнички медијум и као уметнички објекат. Овде је реч о перформансу. Даљи правци у овој уметности су фотографија и видео уметност. Уметник сам себи делом причињава озледе и бол и ради са својим телом као са материјалом. Именом боди арт се означавају сви уметнички процеси у којима уметник користи своје властито тело као материјалну подлогу уметничког дела. Настаје крајем 1960их и развија се у наредној деценији. Уметници који практикују ову уметничку форму третирају теме као што су насиље, аутоагресија, сексуалност, егзибиционизам или телесна отпорност на физичке феномене. Тело може бити трансформисано костимом, коришћено као инструмент или јединица за мерење, подвргнуто агресији или подвргнуто болу до границе патње. У боди арту можемо разликовати једну више аналитичку линију коју у Сједињеним Државама практикују уметници као Вито Аконси, Крис Барден или Денис Опенхејм, у којој се потенцирају креативне могућности тела као објекта и другу више драматичну, која се практикује у Европи и чији су представници Херман Нич, Гинтер Брус, Рудолф Шварцкоглер, Ђина Пане и Марина Абрамовић, који инсистирају на ревизији архетипа, одређених ствари повезаних са транвестизмом и наношењу бола као једне врсте естетски сублиминирааног чина. Претеча ове уметничке форме су дадаизам и хепенинг, а касније се веже са перформансом и сценским уметностима. 

## Залеђина
Боди арт се често бави питањима рода и личног идентитета, а уобичајене теме укључују однос тела и психе.
Бечку уметност акције су 1965. године формирали Херман Нич, Ото Мил, Гинтер Брус и Рудолф Шварцкоглер. Они су извели неколико боди арт акција, које су обично укључивале друштвене табуе (као што је сакаћење гениталија). Вито Акончи је једном документовао, путем фотографија и текста, своју свакодневну рутину вежбања стајања и силаска са столице што је дуже могуће током неколико месеци. Акончи је такође извео Следећи комад, у којем је пратио насумично изабране Њујорчане.
У Француској, уметност тела је названа art corporel и практиковали су је уметници као што су Мишел Журњак и Ђина Пане. У Италији 1980-их, једна од познатих уметница у покрету била је Кети Ла Рока.
Марина Абрамовић је извела Ритам 0 1974. У комаду је публици дато упутство да на Абрамовићевом телу користе низ од 72 обезбеђена инструмента бола и задовољства, укључујући ножеве, перје и напуњен пиштољ. Чланови публике су је посекли, утиснули трње у њен стомак, цртали кармином и скинули јој одећу. Представа је завршена након шест сати, када је неко држао напуњен пиштољ на Абрамовићевој глави и избила је туча.
Фотограф Спенсер Туник је познат по снимању фотографија које окупљају велики број голих људи на јавним локацијама широм света.
Уметници чији су радови еволуирали са више усмереним личним митологијама су Ребека Хорн, Јури Месен-Јашин, Хавијер Перез и Јана Штербак. Боди арт се такође може изразити писањем, а не сликањем.

## Екстремна уметност тела
На пример, у једном од радова Марине Абрамовић игра се док се није срушила од исцрпљености, док је у једном од познатијих радова Дениса Опенхајма он приказан како лежи на сунцу са књигом на грудима, све док му кожа, искључујући ону коју књига покрива, није била јако опечена од сунца. Може се чак састојати од аранжирања и сецирања очуваних тела на уметнички начин, као што је то било за пластинирана тела коришћена на путујућој изложби Светови тела.

### Одсуствотела
Научна истраживања у овој области, на пример Стеларкова, могу се посматрати у овом уметничком смислу. Посебан случај боди арт стратегија је одсуство тела. Неки уметници који су кроз своја уметничка дела извели „одсуство“ тела су: Давор Џалто, Ентони Гормли и Енди Ворхол.

## Догађаји боди арта
Фестивал Горући човек се одржава сваке године у пустињи Блек Рок у северозападној Невади (САД), у септембру. Џејке Лојд Џоунс, уметник из Сиднеја, осмислио је Сиднејску боди арт вожњу, која је постала годишњи догађај. Учесници су офарбани тако да формирају живу дугу која се креће до Тихог океана и урања у таласе.

## Медицинска употреба за боди арт
Боди арт, посебно сликање на телу, представља новоинкорпорирану вештину у медицинској индустрији која се првенствено користи за школовање. Док је примарни метод за учење физиологије кроз испитивање лешева према Габриели Флин, неки студенти су веома збуњени овом праксом. Организације сада разматрају коришћење сликања тела као функционалног, јефтиног и позитивног начина учења о унутрашњем раду анатомских структура кроз сликање. Ово би се састојало од тога да студенти медицине сликају или раде са вољним волонтерима који су насликани да би открили различите делове тела као што су: плућа, мишићи руку, ногу, итд. Руке се најчешће бирају јер пацијент не мора да се скине за преглед сликања, међутим, уз пристанак пацијента добровољца, студенти медицине могу да обоје друга подручја као што су леђа. Ово би омогућило студентима медицине да не само да науче више о анатомији на позитиван начин, већ имају праксу у стварном животу у понашању поред кревета и да се постарају да њиховим пацијентима буде удобно и да се о њима добро брину током целог процеса.

## Представници
Познати представници у Боди арту су:
- Марина Абрамовић
- Вито Аконси (Vito Acconci)
- Денис Опенхајм (Denis Oppenheim)
- Ђина Пане (Gina Pane)
- Михаел Јурнијак (Michel Journiak)
- Урс Лути (Urs Lüthi)
- Рудолф Шварцкоглер (Rudolf Schwarzkogler)
- Орлан (Orlan)
- Стеларк (Stelarc)
- Франко Б (Franko B)
- Рон Ети (Ron Athey)
- Кира О Рајли (Kira O' Reilly)
- Габријел Савић Ра
- Оливер Фрост (Oliver Frost)